# Alfred H. Schütte (Unternehmen)

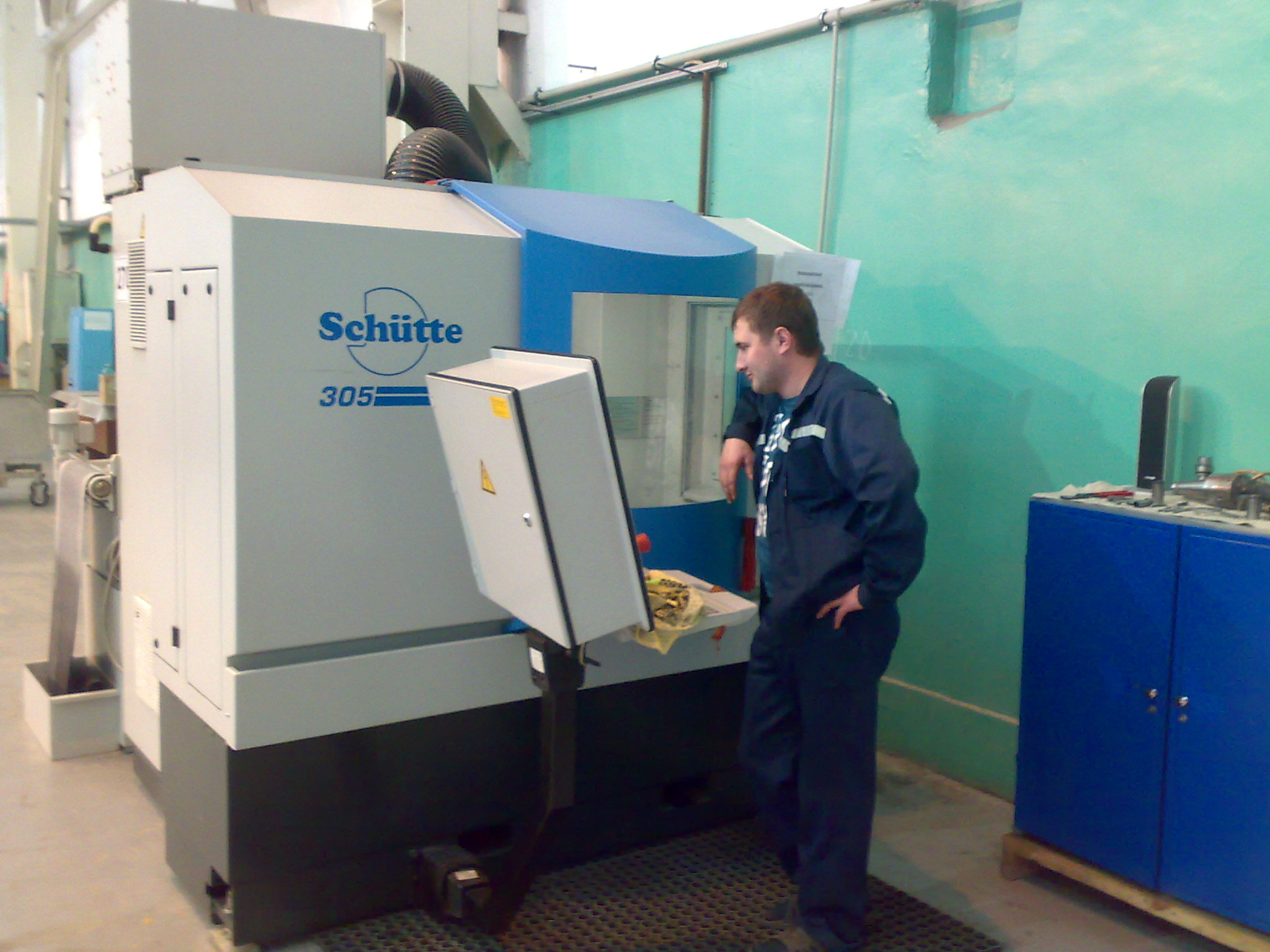
Werkzeugmaschine von Schütte

Die Alfred H. Schütte GmbH & Co. KG ist ein deutscher Werkzeugmaschinenhersteller mit Sitz in Köln. Zum Produktspektrum gehören Mehrspindel-Drehautomaten und 5-Achsen-CNC-Schleifmaschinen. Schütte ist mit diesen Produkten über Tochtergesellschaften sowie Vertriebs- und Handelspartner auf mehreren Kontinenten vertreten und hält zahlreiche Patente.

## Geschichte
Das Unternehmen wurde 1880 in Berlin von Alfred Heinrich Schütte (1854–1936) und Bernhard Schuchardt (1855–1913) unter der Firma Schuchardt & Schütte als Importvertretung eines britischen Stahl- und Werkzeughändlers gegründet. Ab 1893 importierte man zusätzlich amerikanische Dreh-, Fräs-, Schleif- und Verzahnungsmaschinen nach Deutschland und ganz Europa. 1902 begann das Unternehmen in Köln-Ehrenfeld mit der eigenen Herstellung von Vorrichtungen und Werkzeugen sowie dem Verkauf von Maschinen namhafter deutscher Hersteller. Niederlassungen in Stockholm, Sankt Petersburg und New York wurden aufgebaut. 1905 trennte sich Schütte von Schuchardt und gründete in Köln die Familiengesellschaft Alfred H. Schütte.
1910 begann er mit dem Bau eines eigenen Werks an den Köln-Poller Rheinwiesen, 1912 mit der Fertigung von Schleif- und Bohrmaschinen. In Berlin-Treptow baute er Ein- und Mehrspindel-Schnell-Bohrmaschinen, Universal-Fräsmaschinen, Revolverbänke und Fasson-Automaten. 1915 führte Schütte den „Vierspindeldrehautomaten“ ein, 1919 baute er die erste Werkzeug- und Universalschleifmaschine.
1934 stellt Schütte die Werkzeugschleifmaschinenreihe WU2, WU3 und WU4 vor. Nach dem Tode (1936) von Alfred Heinrich Schütte gingen alle Geschäftsanteile an seinen Sohn Alfred Hugo Schütte über. Ab 1937 wurden Vier- und Sechsspindel-Drehautomaten der Baureihe „B“ hergestellt.
Nach dem Ersten Weltkrieg wurde der Import von Maschinen neu aufgebaut. Die Weltwirtschaftskrise erzwang Verkäufe von Tochtergesellschaften. 1940 wurde der Mehrspindel-Drehautomat mit unabhängig gesteuerten Längsschlitten entwickelt, dessen Prinzip unter Fachleuten weltweit als „Bauart Schütte“ bekannt wurde. bzw. als „Schütte-Block“
Nach 1945 musste das im Krieg fast völlig zerstörte Werk wieder aufgebaut werden. Der Wiederaufbau konnte 1955 mit der Feier des 75-jährigen Bestehens weitgehend abgeschlossen werden.
1953 meldete Schütte den Raumdiagonalen-Schleifkopf zum Patent an. 1958 wurde die Baureihe „E“ nach dem gleichen Prinzip für Werkstücke mit kleinerem Werkstückdurchmesser entwickelt. Claus Welcker, Enkel des Firmengründers, übernahm 1965 die Geschäftsleitung der Schütte-Werke.
Besonders erfolgreich war die 1970 entwickelte Baureihe „F“. Sie erreichte in allen Baugrößen hohe Verkaufszahlen und gilt in vielerlei Hinsicht auch heute noch als Standardmaschine auf dem Mehrspindlermarkt. 1969 stellte Schütte die Werkzeugschleifmaschinenreihe WU32, WU50, WU63 vor.
1980 stellte Schütte als Weltneuheit die erste 4-Achsen bahngesteuerte Werkzeug- und Universal-Schleifmaschine WU50CNC4 vor. In den folgenden Jahren gab es Weiterentwicklungen von 2-Achsen und 3-Achsen bahngesteuerten Schleifmaschinen. Die Baugröße WU50CNC wurde durch die Größen WU32CNC und WU63 CNC ergänzt.
1988 stellte Schütte die Werkzeug- und Universal-Schleifmaschine-Baureihe WU500/750 CNC 4 mit Bahnsteuerung und die ersten  6-Achsen bahngesteuerten gesteuerten Werkzeug- und Universal-Schleifmaschine WU500/750CNC6 vor.

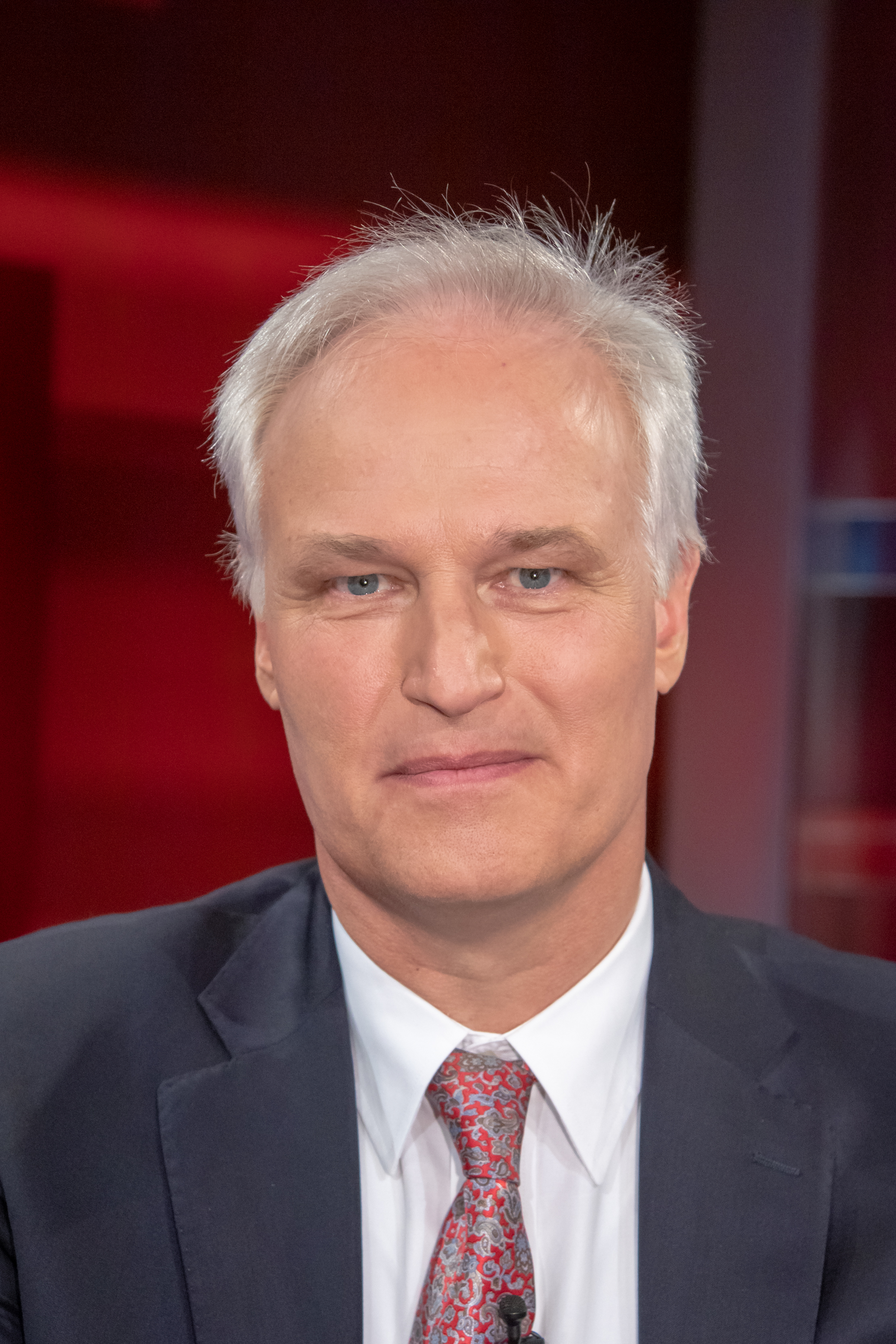
Carl Martin Welcker, 2019

Der Urenkel des Firmengründers, Carl Martin Welcker, übernahm 1993 die Geschäftsleitung des Unternehmens.
Die EMO1999 in Paris war die Geburtsstunde der neuen Schleifmaschinen-Baureihe 305. Kennzeichen dieser Baureihe sind eine ausgesprochen stabile und gleichzeitig kompakte Bauweise. 2003 wurde  der Öffentlichkeit der erste voll CNC-gesteuerten Sechsspindel-Drehautomaten mit digitalen Motorspindeln vorgestellt.
Eine Weiterentwicklung der Baureihe SCX wurde 2010 auf der AMB erstmals der Öffentlichkeit vorgestellt. Die erfolgreiche Baureihe 305 wurde erweitert. Auf der GrindTec 2012 zeigte Schütte die erste Schleifmaschine der neuen Baureihe 325.
Das Unternehmen wird derzeit in vierter Generation inhabergeführt. Hermann Simon zählte Schütte 2012 zu den Hidden Champions.

## Geschäftsfelder

### Mehrspindel-Drehautomaten
Schütte bietet Mehrspindel-Drehautomaten an. Ein Mehrspindel-Drehautomat ist ein Produktionsmittel, in dem die Fertigungsschritte und -prozesse, die zur Herstellung eines Werkstücks benötigt werden, parallel ablaufen. Dabei werden mehrere Bearbeitungsspindeln taktend in unterschiedliche Bearbeitungsstationen geschaltet, in denen das Werkstück Schritt für Schritt entsteht. Alle Bearbeitungsstationen arbeiten parallel und können zudem mehrere Werkzeuge im Eingriff haben.

#### Baureihe G
- Kurvenmaschinen, optional mit CNC-Funktionen
- 6 und 8 Spindeln, bis 20 mm Stangendurchlass

#### Baureihe PC
- CNC-Maschinen, servo-hydraulische Linearantriebe
- 6 und 8 Spindeln, bis 51 mm Stangendurchlass

#### Baureihe SCX
- CNC Multi-Einspindler mit bis zu 62 Achsen
- 6 bis 9 Spindeln, bis 46 mm Stangendurchlass

### 5-Achsen CNC-Schleifmaschine
Die Schleifmaschinen eignen sich zur Herstellung und zum Nachschärfen von Zerspanwerkzeugen ebenso wie für die schleifende Vor- und Fertigbearbeitung von Produktionswerkstücken. Die Formelemente, die sich damit herstellen lassen, eröffnen ein breites Anwendungsspektrum. So werden diese Maschinen unter anderem in der Medizintechnik eingesetzt, etwa für das Schleifen von künstlichen Knien oder Hüftgelenken.

## Struktur

### Schütte Gruppe in Köln
- Alfred H. Schütte GmbH & Co. KG
- Schütte Schleiftechnik GmbH
- Schütte Service Center GmbH

### Schütte weltweit
- Schütte-Mehrtech s. a. r. l. (Frankreich)
- Alfred H. Schütte S.A. (Spanien)
- Schütte ITALIA S.r.l. (Italien)
- Schütte MSA, L.L.C. (Nordamerika)
- Schütte TGM, L.L.C (Nordamerika)
- Schütte Shanghai Office (China)
- Gosho Co. Ltd. (Japan)

## Einflussnehmende Beteiligungen
- Maschinenfabrik Rhenania GmbH
- Alfred H. Schütte, Härterei Köln-Deutz
- Schütte Industriebeteiligung GmbH (HRB 68913)
- Schütte Holding GmbH & Co. KG (HRA 27620)